# Ishaq Rafiu
Ishaq Rafiu (* 16. Dezember 2000 in Offa) ist ein nigerianischer Fußballspieler.

## Karriere

### Verein
Ishaq Rafiu erlernte das Fußballspielen in der Abraysports Academy in Ilorin. Von November 2016 bis Dezember 2018 stand er beim Shooting Stars SC unter Vertrag. Der Verein aus Ibadan spielte in der ersten nigerianischen Liga. Am der Saison 2017 musste er mit dem Verein in die zweite Liga absteigen. Im Januar 2019 wechselte er wieder in die ersten Liga. Hier schloss er sich in Shagamu dem Remo Stars FC an. Bei den Stars stand er bis September 2019 unter Vertrag. Für die Stars bestritt er ein Erstligaspiel. Am 3. Februar 2019 (6. Spieltag) im Auswärtsspiel gegen den Sunshine Stars FC stand er in der Startelf und spielte die kompletten 90 Minuten. Am 1. Oktober 2019 unterschrieb er einen Vertrag beim Ligakonkurrenten Rivers United FC. Im Juli 2022 feierte er mit dem Verein aus Port Harcourt die nigerianische Meisterschaft.

### Nationalmannschaft
Ishaq Rafiu spielt seit 2022 in der nigerianischen Nationalmannschaft. Sein Debüt im Nationalteam gab er am 29. Mai 2022 in einem Freundschaftsspiel gegen Mexiko. Hier wurde er in der 81. Minute für Moses Simon eingewechselt. Mexiko gewann das Spiel 2:1.

## Erfolge
Rivers United FC
- Nigerianischer Meister: 2021/22